# SM-65 Atlas
SM-65 Atlas – rodzina pierwszych amerykańskich międzykontynentalnych pocisków balistycznych (ICBM). W latach 1959–1965 w służbie pozostawały pociski Atlas D oraz Atlas E i F. Stacjonujące na naziemnych stanowiskach startowych pociski tych typów miały dwustopniowy napęd z pięcioma silnikami na paliwo ciekłe i przenosiły głowice jądrowe o mocy 1,44 Mt (Atlas D) i 3,75 Mt (Atlas E/F). Do dziś (2015) żaden z typów amerykańskich pocisków ICBM nie dysponował równie wielkim zasięgiem – wynoszącym 14 000 km, jednak z powodu słabej celności pociski te przeznaczone były jedynie do niszczenia wielkich skupisk ludności. Z uwagi na trudności eksploatacyjne oraz ich niewystarczającą skuteczność zastąpiono je pociskami Minuteman I.

## Geneza
Początki rozwoju pocisków Atlas sięgają 1945 roku, kiedy Siły Powietrzne Stanów Zjednoczonych (US Air Force – USAF) rozpoczęły prace nad strategicznym pociskiem dalekiego zasięgu, wykorzystując technologie opracowane dla niemieckiego pocisku V2. W kwietniu 1946 roku Consolidated Vultee Aircraft Corporation (Convair) otrzymała kontrakt dla projektu MX-744 (Missile X 744), zmierzającego do opracowania prototypu pocisku z ruchomymi dyszami, ciśnieniowym kadłubem oraz oddzielanym w locie stożkiem ochronnym. Projekt został oficjalnie anulowany już w 1947 roku, gdyż siły powietrzne USA skoncentrowały się w tym czasie na konstrukcji atmosferycznych pocisków rakietowych, jednakże Convair na własne ryzyko, w dalszym ciągu prowadził prace i testy prowadzące do rozwoju nowych koncepcji konstrukcji pocisków balistycznych.

## Atlas A
Siły powietrzne USA na powrót udzieliły wsparcia programowi pocisku balistycznego w styczniu 1951 roku, w związku z wojną w Korei. Dzięki zainteresowaniu USAF Convair rozpoczął konstrukcję rakietowego pocisku balistycznego o zasięgu 6000 mil (9656 km) zdolnego do dostarczenia do celu ładunku o wadze 8000 funtów (3628,73 kg) z precyzją do 1000 stóp (304,8 m). W rezultacie stworzono pierwszą konstrukcję pocisku Atlas o wysokości 160 stóp (48,76 m), 12 stóp (3,65 m) średnicy, napędzanego „jednym i pół” (Stage and a half) stopniem napędowym. Pięć rakietowych silników, w jakie był wyposażony, produkowały do 60 000 funtów (27 215,54 kg) ciągu. Tymczasem nowe konstrukcje lekkich głowic nuklearnych spowodowały, iż pocisk był lżejszy niż się spodziewano, a przez to dysponował większym zasięgiem niż zakładany. Mimo sukcesów konstrukcyjnych, siły powietrzne wahały się z przyznaniem priorytetu temu programowi, w rezultacie czego zbyt niskie finansowanie spowolniło program aż do roku 1954, kiedy Raport Komitetu Teapota zarekomendował Kongresowi USA udzielenie programowi balistycznemu najwyższego priorytetu. Skutkiem raportu, jeszcze w tym samym roku, USAF umieściły program rakietowego pocisku balistycznego na czele swych priorytetów, co znacznie przyśpieszyło trwające prace i doprowadziło do konstrukcji pocisku napędzanego trzema silnikami rakietowymi na paliwo ciekłe o łącznym ciągu 240 000 funtów (108 862,16 kg) przenoszącego głowicę o masie 1500 funtów (680,38 kg). Pierwsze loty testowe pocisku Atlas A rozpoczęły się w czerwcu 1957 roku, przy czym sześć z pierwszych ośmiu startów zakończyło się eksplozją na wyrzutni lub w jej pobliżu, dwa zaś pociski przeleciały dystans 600 mil morskich, zaś maksymalny osiągnięty przez nie pułap wynosił zaledwie 57,5 mil morskich. Pociski typu A napędzane były silnikami na paliwo ciekłe, przy czym z uwagi na właściwości chemiczne tego rodzaju paliwa, stacjonować musiały z nienapełnionymi zbiornikami, tankowanie zaś przed startem było skomplikowaną i niebezpieczną kilkunastogodzinną procedurą.